# Världshungerdagen
Världshungerdagen är temadag som uppmärksammas den 16 oktober varje år världen över. Dagen sammanfaller med det datum då FN:s livsmedels- och jordbruksorganisation (FAO) grundades 1945. Sedan 2006 uppmärksammas Världshungerdagen årligen i Sverige.
Syftet med temadagen är att öka medvetenheten om hunger- och fattigdomsfrågor. Enligt den senaste uppskattningen (från 2010) lider 925 miljoner människor idag av hunger och kronisk undernäring. Det största antalet hungrande finns i Asien, men Afrika är den kontinent där hungern och undernäringen minskar långsammast och andelen hungrande är högst, drygt 30 procent av befolkningen. 70 procent av jordens fattigaste och hungrande bor på landsbygden och är beroende av jordbruket för sitt levebröd.
Ökningen av hunger och kronisk undernäring världen över är inte en konsekvens av globalt dåliga skördar utan beror till stor del på den ekonomiska situationen i världen, som har resulterat i lägre inkomster och ökad arbetslöshet. Även variation i priset på livsmedel påverkar. Hunger och kronisk undernäring blir även ofta de kvardröjande effekterna av väpnade konflikter och naturkatastrofer och kräver ett mer långsiktigt arbete. FAO har huvudansvaret för att föra ut kunskapen om hungersituationen i världen och att uppmana samtliga regeringar att ta sitt ansvar för att världens befolkning skall få en tryggad livsmedelsförsörjning. Målet är att eliminera världens hunger och undernäring.
Sedan 1981 har Världshungerdagen varje år ett tema för att belysa aktuella frågor och ge ett gemensamt fokus. Temat för Världshungerdagen 2012 var "Jordbrukskooperativ: en lösning för att uppnå en värld utan hunger" och uppmärksammades med ett seminarium på Landsbygdsdepartementet i Stockholm. Dagen anordnades av FAO Norden tillsammans med Kooperation utan gränser, Landsbygdsdepartementet, Lantbrukarnas Riksförbund, Naturskyddsföreningen, SIANI, Sida och Svenska kyrkan. Temat jordbrukskooperativ sammanföll med att FN:s generalförsamling utsett 2012 som det ”Internationella kooperativåret”. 
Temat för Världshungerdagen 2011 var ”Livsmedelspriser - Från kris till stabilitet”, den uppmärksammades i Stockholm genom ett seminarium på Rosenbad som anordnades av FAO Norden, Svenska FAO-kommittén, Naturskyddsföreningen och Svenska kyrkan. 